# Fußball-Amateurliga Schleswig-Holstein 1964/65
Die Amateurliga Schleswig-Holstein wurde zur Saison 1964/65 das 18. Mal ausgetragen und bildete bis zur Saison 1973/74 den Unterbau der zweitklassigen Regionalliga Nord. Die beiden erstplatzierten Mannschaften durften an der Aufstiegsrunde zur zweitklassigen Regionalliga Nord teilnehmen, die Mannschaften auf den drei letzten Plätzen mussten in die 2. Amateurliga absteigen.

## Vereine
Im Vergleich zur Saison 1963/64 veränderte sich die Zusammensetzung der Liga folgendermaßen: Keine Mannschaft war in die Regionalliga Nord auf-, während auch keine Mannschaft aus Schleswig-Holstein aus der Regionalliga Nord abgestiegen war. Die drei Absteiger TuS Lübeck 93 (nach acht Jahren), VfB Kiel (nach einem Jahr) und Frisia Husum (nach zwei Jahren) hatten die Amateurliga verlassen und wurden durch die drei Aufsteiger Holstein Kiel Amateure (Rückkehr nach einem Jahr), Borussia Kiel und DGF Flensborg (beide erstmals in der Amateurliga) ersetzt.
| Verein                 | Stadt        | Kreis              | Qualifikation                         |
| ---------------------- | ------------ | ------------------ | ------------------------------------- |
| VfL Oldesloe           | Bad Oldesloe | Stormarn           | Meister 1963/64                       |
| FC Kilia Kiel          | Kiel         |                    | 2. Platz 1963/64                      |
| Heider SV              | Heide        | Norderdithmarschen | 3. Platz 1963/64                      |
| Büdelsdorfer TSV       | Büdelsdorf   | Rendsburg          | 4. Platz 1963/64                      |
| FC Holstein Segeberg   | Bad Segeberg | Segeberg           | 5. Platz 1963/64                      |
| Itzehoer SV            | Itzehoe      | Steinburg          | 6. Platz 1963/64                      |
| Schleswig 06           | Schleswig    | Schleswig          | 7. Platz 1963/64                      |
| LBV Phönix             | Lübeck       |                    | 8. Platz 1963/64                      |
| TuS Holtenau           | Kiel         |                    | 9. Platz 1963/64                      |
| TSV Lägerdorf          | Lägerdorf    | Steinburg          | 10. Platz 1963/64                     |
| Gut-Heil Neumünster    | Neumünster   |                    | 11. Platz 1963/64                     |
| Flensburg 08           | Flensburg    |                    | 12. Platz 1963/64                     |
| SC Comet Kiel          | Kiel         |                    | 13. Platz 1963/64                     |
| Borussia Kiel          | Kiel         |                    | Sieger des Aufstiegsspiele, Staffel A |
| DGF Flensborg          | Flensburg    |                    | Sieger des Aufstiegsspiele, Staffel B |
| Holstein Kiel Amateure | Kiel         |                    | Sieger des Aufstiegsspiele, Staffel C |

## Saisonverlauf
Die Meisterschaft und damit die Teilnahme an der Aufstiegsrunde sicherte sich der Itzehoer SV. Als Zweitplatzierter durfte der Heider SV ebenfalls teilnehmen. Itzehoe erreichte nach 14 Spielzeiten den Wiederaufstieg in die Regionalliga Nord. Im erforderlichen Entscheidungsspiel um den Klassenverbleib setzte sich Flensburg 08 gegen Borussia Kiel durch. Borussia Kiel musste dadurch nach einer Saison wieder absteigen. Gut-Heil Neumünster musste die Liga nach fünf Spielzeiten, TuS Holtenau nach vier Jahren verlassen.

### Tabelle
| Pl. | Verein                     | Sp. | S  | U | N  | Tore    | Quote | Punkte |
| --- | -------------------------- | --- | -- | - | -- | ------- | ----- | ------ |
| 1.  | Itzehoer SV                | 30  | 20 | 8 | 2  | 095:350 | 2,71  | 48:12  |
| 2.  | Heider SV                  | 30  | 17 | 7 | 6  | 081:390 | 2,08  | 41:19  |
| 3.  | VfL Oldesloe (M)           | 30  | 17 | 6 | 7  | 067:360 | 1,86  | 40:20  |
| 4.  | TSV Lägerdorf              | 30  | 17 | 4 | 9  | 058:490 | 1,18  | 38:22  |
| 5.  | Schleswig 06               | 30  | 15 | 7 | 8  | 058:370 | 1,57  | 37:23  |
| 6.  | Holstein Kiel Amateure (N) | 30  | 14 | 8 | 8  | 075:550 | 1,36  | 36:24  |
| 7.  | LBV Phönix                 | 30  | 15 | 6 | 9  | 048:360 | 1,33  | 36:24  |
| 8.  | Büdelsdorfer TSV           | 30  | 12 | 5 | 13 | 051:580 | 0,88  | 29:31  |
| 9.  | SC Comet Kiel              | 30  | 10 | 6 | 14 | 056:690 | 0,81  | 26:34  |
| 10. | FC Holstein Segeberg       | 30  | 10 | 6 | 14 | 051:720 | 0,71  | 26:34  |
| 11. | FC Kilia Kiel              | 30  | 9  | 6 | 15 | 053:600 | 0,88  | 24:36  |
| 12. | DGF Flensborg (N)          | 30  | 9  | 5 | 16 | 041:680 | 0,60  | 23:37  |
| 13. | Flensburg 08               | 30  | 8  | 6 | 16 | 047:600 | 0,78  | 22:38  |
| 14. | Borussia Kiel (N)          | 30  | 8  | 6 | 16 | 040:720 | 0,56  | 22:38  |
| 15. | Gut-Heil Neumünster        | 30  | 8  | 5 | 17 | 049:770 | 0,64  | 21:39  |
| 16. | TuS Holtenau               | 30  | 3  | 5 | 22 | 042:890 | 0,47  | 11:49  |

| (M) | Meister der Amateurliga Schleswig-Holstein 1963/64       |
| (A) | Absteiger aus der Regionalliga Nord 1963/64              |
| (N) | Aufsteiger in die Amateurliga Schleswig-Holstein 1964/65 |

## Aufstiegsrunde zur Amateurliga Schleswig-Holstein 1965/66
An der Aufstiegsrunde nahmen die Meister und Zweitplatzierten der sechs Staffeln der 2. Amateurliga teil. Sie spielten in drei Staffeln. Der Sieger jeder Staffel stieg in die Amateurliga auf. Bei Punktgleichheit wurde ein Entscheidungsspiel angesetzt.

### Staffel A
| Pl. | Verein              | Sp. | S | U | N | Tore    | Punkte |
| --- | ------------------- | --- | - | - | - | ------- | ------ |
| 1.  | Polizei SV Kiel     | 6   | 4 | 1 | 1 | 017:700 | 09:30  |
| 2.  | MTV Heide           | 6   | 4 | 0 | 2 | 010:600 | 08:40  |
| 3.  | FC Union Neumünster | 6   | 2 | 1 | 3 | 010:130 | 05:70  |
| 4.  | TSV Travemünde      | 6   | 1 | 0 | 5 | 004:150 | 02:10  |

### Staffel B
| Pl. | Verein             | Sp. | S | U | N | Tore    | Punkte |
| --- | ------------------ | --- | - | - | - | ------- | ------ |
| 1.  | TSV Schlutup       | 6   | 5 | 0 | 1 | 020:400 | 10:20  |
| 2.  | Eckernförder SV    | 6   | 4 | 1 | 1 | 013:800 | 09:30  |
| 3.  | Fortuna Glückstadt | 6   | 1 | 1 | 4 | 007:190 | 03:90  |
| 4.  | VfR Schleswig      | 6   | 1 | 0 | 5 | 006:150 | 02:10  |

### Staffel C
| Pl. | Verein        | Sp. | S | U | N | Tore    | Punkte |
| --- | ------------- | --- | - | - | - | ------- | ------ |
| 1.  | Husum 18      | 6   | 4 | 1 | 1 | 015:500 | 09:30  |
| 2.  | VfB Kiel      | 6   | 2 | 3 | 1 | 013:100 | 07:50  |
| 3.  | Eutin 08      | 6   | 2 | 1 | 3 | 008:120 | 05:70  |
| 4.  | Eichholzer SV | 6   | 1 | 1 | 4 | 009:180 | 03:90  |